# Македонска патриотична организация „Бащин край“ (Гранит сити)
Македонската патриотична организация „Бащин край“ е секция на Македонската патриотична организация в Гранит Сити, Илинойс, САЩ. Основана е през 1924 година в присъствието на Йордан Чкатров. Преоснована е на 14 октомври 1928 година.
През 1933 към нея е основана женска секция, а знамено на организация е осветено през 1929 година.